# موتور بمب إبراهيم أخلاص بور (أرزوئية)
موتور بمب إبراهیم أخلاص بور (بالإنجليزية: Mowtowr Pamp-e Ebrahim Akhlaspur)‏ هي منطقة سكنية تقع في إيران في Arzuiyeh Rural District. يقدر عدد سكانها بـ 52 نسمة .